# Thomas Sigsgaard
Thomas Jensen Sigsgaard (9. august 1909 i Kås, Jetsmark Sogn – 14. december 1997) var en dansk psykolog. Gennem foredragsvirksomhed, indlæg i presse samt i populære TV-udsendelser om børn fik han stor indflydelse på opdragelsesdebatten i Danmark i det 20. århundrede. Han var bror til Jens Sigsgaard og af samme slægt som Erik Sigsgaard.
Efter realeksamen blev Sigsgaard 1931 uddannet lærer fra Ranum Statsseminarium. Han blev dernæst student fra kursus 1933 og cand.psych. 1946. Fra 1940 var han ansat ved skolepsykologisk kontor i Københavns Kommune.
Sigsgaard var involveret i den danske modstandsbevægelse, og efter besættelsen foretog han en Psykologisk undersøgelse af mandlige landssvigere i Danmark under besættelsen (publiceret 1954 af Direktoratet for Fængselsvæsenet). Undersøgelsen dokumenterede en sammenhæng mellem svære problemer i barndommen og landssvigernes selvhævdelsesbehov under krigen. Rapporten gav også genlyd internationalt.
Han var i perioden 1956–57 udsendt af UNESCO som rådgiver i skolespørgsmål for den indiske regering. I 1958 blev Sigsgaard leder af afdelingen for pædagogisk-psykologisk grundforskning ved Danmarks pædagogiske institut. Slutteligt blev Sigsgaard professor i udviklingspsykologi ved Danmarks Lærerhøjskole (nu Danmarks Pædagogiske Universitet) i 1960, hvilket han var til 1974.
Thomas Sigsgaard deltog også i andet internationalt arbejde, bl.a. som medlem af International Council of The New Education Fellowship 1949–67, formand for Mellemfolkeligt Samvirke 1963-67, medlem af Rådet for teknisk samarbejde med udviklingslandene 1963-69 og af den danske UNESCO nationalkomités forretningsudvalg 1964–67. Han var tillige medlem af Samarbejdsudvalget for samfundsvidenskaberne og af Forskningsrådet ved Instituttet for Udviklingsforskning.